# Hans Laxmand
Hans Laxmand (død 30. maj 1443) var dansk ærkebiskop i Lund Stift.
Han var af skånsk uradel og gjorde efter studier i Tyskland karriere i den danske kirke. Han blev ærkebiskop af Lund i 1436 og var leder af rigsrådets opposition mod kongen Erik af Pommern. Inspireret af Basel-koncilet kæmpede han for kirkens selvstændighed i forhold til kongemagten. I 1443 kronede han i Ribe Domkirke Christoffer af Bayern og fik indført bispetiende.